# Johannes Rupp (homme politique, 1903)
Pour les articles homonymes, voir Johannes Rupp (homme politique, 1864) et Rupp.
Johannes Ludwig Rupp (né le 26 janvier 1903 à Reihen et mort le 20 mai 1978 à Wuppertal-Elberfeld) est un homme politique allemand (NSDAP).

## Biographie
Le père de Rupps, Johannes Rupp (1864-1943), est agriculteur, maire de Reihen et de 1907 à 1918 et député du Reichstag pour la Fédération des agriculteurs. Rupp étudie à l'école primaire de 1909 à 1912, puis à l'école secondaire de Sinsheim jusqu'en 1918 et à l'école secondaire supérieure de Bruchsal de 1918 à 1921. Il étudie ensuite le droit et l'histoire à Heidelberg et Tübingen de 1921 à 1924. Rupp est membre de l'association Teutonia Heidelberg (de). En 1924, Rupp réussit le premier examen d'État et en 1927 le second. En 1928, il s'installe comme avocat à Karlsruhe, où il est admis au tribunal régional. Rupp se marie en 1930; le mariage a trois enfants.
Politiquement, Rupp est initialement actif dans le Stahlhelm et à partir de 1927 dans le DNVP, pour lequel il se présente sans succès pour le parlement de la République de Bade (de) en 1929. En décembre 1929, Rupp rejoint le NSDAP (numéro de membre 164.724), dont il promeut les objectifs lors de nombreux événements. De 1929 à 1939, Rupp est chef du service juridique de la direction du NSDAP Gau Bade.
Aux élections du Reichstag de septembre 1930, Rupp est élu candidat du NSDAP pour la 32e circonscription (Bade) du Reichstag, dont il est membre permanent jusqu'en novembre 1933. L'un des événements parlementaires auxquels Rupp participe pendant son mandat de député est le vote de la loi d'habilitation en mars 1933.
Après la "prise de pouvoir" nationale-socialiste, Rupp est nommé le 11 mars 1933 «représentant du Reich commissaire à la justice», faisant de lui de facto un ministre de la Justice de Bade. À ce titre, Rupp est responsable de l'éviction des juges et des procureurs juifs qui ne sont plus autorisés à plaider en public. En outre, il destitue le procureur général et dissous le conseil d'administration du barreau de Bade. Il conseille aux avocats juifs de renoncer «volontairement» à leur qualité de membre de la Chambre. Le 13 avril 1933, Rupp est remplacé par le Gauleiter et le commissaire du Reich, Robert Wagner, après avoir refusé d'obtenir une condamnation à mort contre Christian Nußbaum (de), membre du parlement du SPD, dans les trois jours suivant la demande de Wagner. Nussbaum, qui est par la suite déclaré fou, tire sur deux policiers qui voulaient le mettre en « garde à vue ». Le successeur de Rupp est Otto Wacker (de), qui reprend la direction des ministères unifiés de la culture et de l'éducation d'une part et de la justice d'autre part. Rupp se présente aux élections du Reichstag en novembre 1933, mais n'est pas élu.
De juin 1933 à septembre 1936, Rupp est directeur de la coopérative agricole centrale de Karlsruhe. En même temps, il est le chef du département d'État du Reichsnährstand en Bade.
En 1936, le ministre-président Walter Köhler (de) nomme Rupp au conseil d'administration du Badenwerk (alimentation électrique de Bade). En 1937, il devient président du conseil d'administration de la Badische Bank à Karlsruhe. À partir de 1938, Rupp est vice-président de la Chambre de commerce et d'industrie de Karlsruhe . En 1939, il devient membre de l'Académie de droit allemand. La même année, il est nommé à la magistrature ; il est également président de district de l' Association nationale des avocats socialistes.
Après l'occupation allemande de la France, de 1940 à 1944 Rupp est responsable de la gestion fiduciaire des banques alsaciennes à la tutelle bancaire de l'administration civile allemande à Strasbourg. En 1941, Rupp est enrôlé dans la Wehrmacht. Après l'attaque allemande contre l'Union soviétique, il organise l'approvisionnement en électricité des aéroports de campagne en tant que chef spécial avec le grade de lieutenant à Orsha. Entre-temps placé sur le front occidental, Rupp est administrateur militaire à La Rochelle à partir de mars 1944, où il est chargé de déterminer et de réglementer les dommages de guerre. En août 1944, il est grièvement blessé et se retire de la Wehrmacht après un séjour à l'hôpital.
À la fin de la guerre, Rupp est capturé par les forces d'occupation alliées et interné à Karlsruhe et Louisbourg jusqu'en 1948 selon l'arrestation automatique. Lors de la dénazification, la chambre dirigeante du camp de Louisbourg le classe en janvier 1948 comme «incriminé» et lecondamné à trois ans dans un camp de travail, en tenant compte de l'internement, et au déménagement 40 % de ses actifs. La décision est annulée en appel et renvoyée à la Chambre judiciaire centrale de Karlsruhe, qui classe Rupp comme «délinquant mineur» et le condamné à une amende de 500 DM. La chambre prend en compte le plaidoyer de Rupp pour les officiers de réserve alsaciens dans l'armée française, qu'il a aidé en les transférant pour éviter la menace d'être enrôlé dans la Wehrmacht.
Jusqu'en 1950, Rupp est employé en tant que conseiller juridique interne dans une société commerciale et un conseil fiscal. De 1950 à 1966, il exerce de nouveau comme avocat à Karlsruhe. En septembre 1953, il se présente sans succès avec la Collection nationale / Communauté allemande (NS / DG) pour les élections fédérales et un an plus tard, il est vice-président d'État de ce parti en Bade. Rupp vit à Ettlingen depuis 1937.